# سباستین گوتیه‌رس
سباستین گوتیه‌رس (اسپانیایی: Sebastian Gutierrez‎؛ زادهٔ ۱۰ سپتامبر ۱۹۷۴) یک کارگردان فیلم، فیلم‌نامه‌نویس و تهیه‌کننده اهل ونزوئلا است. وی از سال ۱۹۹۸ میلادی تاکنون مشغول فعالیت بوده‌است.

## گزیده فیلمشناسی

### به عنوان کارگردان
- الکترا لاکس (۲۰۱۰)

### به عنوان فیلمنامه‌نویس
- الکترا لاکس (۲۰۱۰)
- مارها در هواپیما (۲۰۰۶)
- گوتیکا (۲۰۰۳)

### به عنوان تهیه‌کننده
- الکترا لاکس (۲۰۱۰)